# Prospectarea hidrocarburilor
Explorarea hidrocarburilor (sau explorarea petrolului și a gazelor) este căutarea de către geologi și geofizicieni ai petrolului a depozitelor de hidrocarburi, în special a petrolului și a gazelor naturale, pe Pământ folosind geologia petrolului.